# Unlink
Unlink – polecenie konsoli uniksowej, służące do usuwania plików. Wywołuje ono bezpośrednio wywołanie systemowe unlink(). Jeżeli podana ścieżka wskazuje na dowiązanie symboliczne, unlink usuwa tylko dowiązanie, natomiast nie usuwa samego pliku.

## Wywołanie
```
unlink 
ŚCIEŻKA
```